# 도쿄 지하철 16000계 전동차
도쿄 지하철 16000계 전동차(일본어: 東京地下鉄16000系電車)는 2010년 11월 4일부터 운행하고 있는 도쿄 메트로 지요다 선의 통근형 전동차이다. 2011년 데쓰도토모노카이 로렐상 선정 차량이다.

## 개요
지요다 선에서 1971년부터 사용을 시작한 6000계는 1990년대 이후 각종 갱신 공사를 실시해 왔지만, 기기의 노후화와 초기의 차량이 당초 상정한 내용 연수의 40년에 가까워지면서 동계의 대체 차량으로 도입을 추진하게 되었다.
본 계열은 열차 운행에 따른 에너지의 보다 효율적인 사용을 위한 것으로, 지요다 선의 6000계를 대체하는 친환경 차량으로 개발되었다. 도쿄 메트로는 기존부터 에너지 절약화·안전성 향상·쾌적성 향상, 배리어프리화 촉진 등을 중시한 차량을 제작하고 있으나, 본 계열에서는 새롭게 '환경'을 컨셉으로 설계를 실시했다. 디자인은 이탈리아의 고급 스포츠카 메이커 페라리의 자동차 디자인으로 알려진 오쿠야마 기요유키가 감수했다.

## 차체
차체는 알루미늄 합금을 사용한 더블 스킨 구조를 채택하며 측면 구체(構體)의 접합에는 마찰교반용접(FSW)을 응용함으로써 정밀도가 높은 마무리가 되었다. 또한 폐차된 후 자원 재생이 용이하도록 구체 재질을 통일하였다. 단부와 측면 구체 사이에 삼각형 단면을 갖은 기둥을 세우고 접합함으로써 충돌 안전성을 높였다.
선두 디자인은 비상문이 중앙에 배치된 좌우 대칭형이다. 그러나 1차 도입분의 중앙 관통 구조의 경우 운전사 쪽에서 오른쪽 전방 시야가 보기 답답하다는 지적이 있어 2차 도입분이 되는 제06편성 이후에서는 비상용 관통문을 350mm 차장측에 옮긴 좌우 비대칭 전면 구조로 변경되었다. 전면 창 밑에는 지요다선의 라인 컬러인 녹색을 기조로 한 흰색 라인이 배치되어 있다. 측면은 측면 창 아래와 지붕 어깨부에 녹색의 라인 컬러를 기본으로 흰색과 연두색이 배치되어있다(지붕 어깨부는 흰색 없음).
전장은 중간차를 기준으로 20m이나, 선두차는 승무원실 공간 보호를 위해 20.47m이다. 바닥 높이는 배리어 프리의 관점에서 1,140mm로 플랫폼과의 단차를 최대한 줄였다.

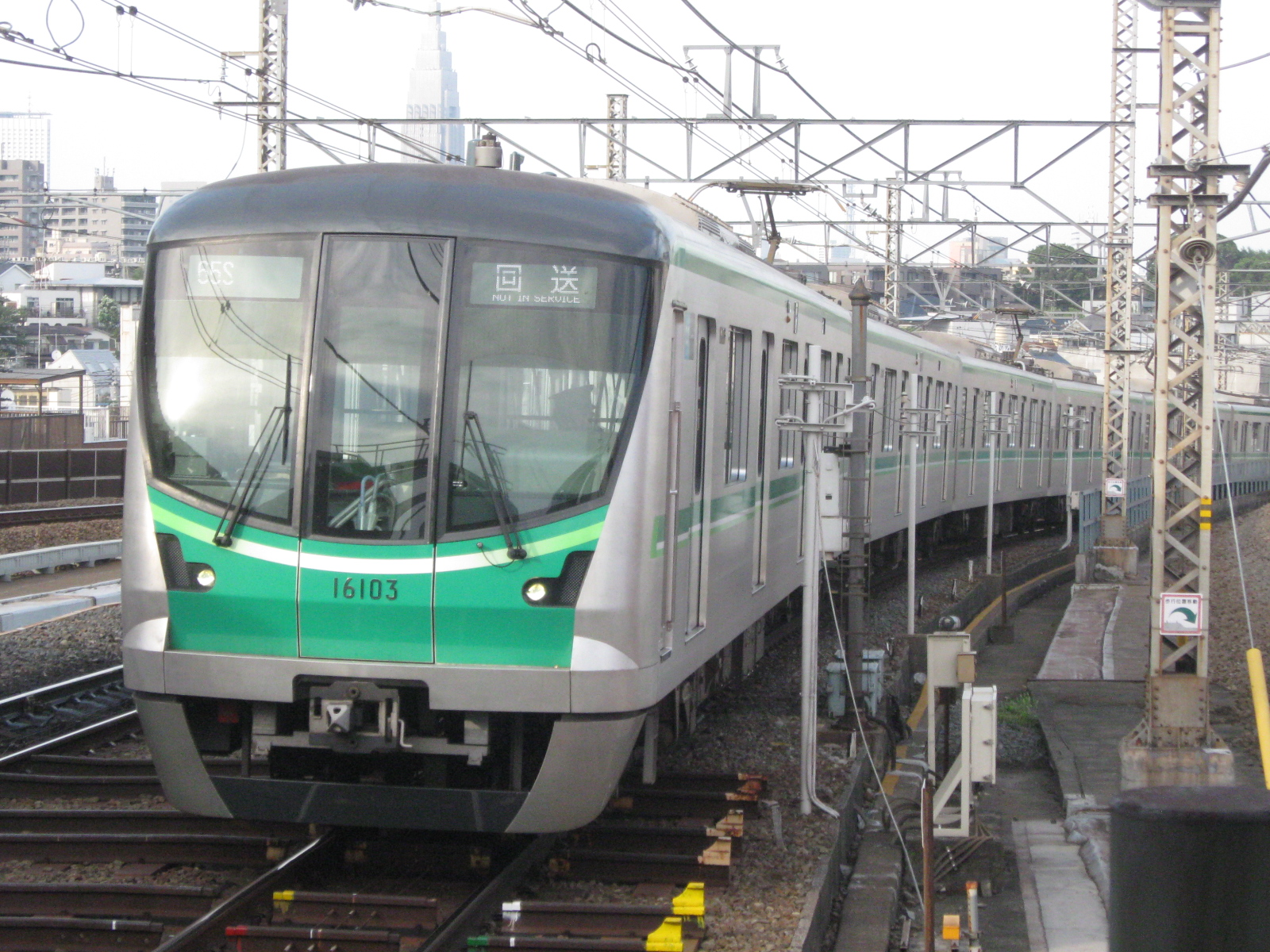
제03편성(2011년 7월 4일 요요기우에하라 역) 제01 - 05편성은 관통문이 중앙에 설치되어 있다.

## 실내
객실 안은 백색의 내장을 기본으로 하여 처면이나 소매 칸막이 일부 바닥재에는 감색을 도입하였다. 본 계열의 천장부는 승객이 넓게 느끼도록 측면 천장부를 곡면 형태화하였으며 중앙 천장부는 보조 송풍기(라인데리아)의 수납된 정풍 패널, 라인 플로(냉방 바람 토출구)가 일체가 된 패널 구조를 채용하였다.
좌석은 출입문간 7명, 차단부 3명의 롱 시트로 1인분의 폭은 460mm, 모켓을 감색으로 한 버켓 시트를 채용하였다. 좌석부에는 상부 선반에서 완만한 호를 따라 내려오는 스탠션 폴(수직 손잡이 봉)을 배치하여 유니버설 디자인도 배려하였다. 7명분 롱시트의 스탠션 폴 내부 2봉은 2·3·2의 착석 구분을 겸하고 있다. 측면 창의 경우 출입문간 2칸 창문은 개폐 가능한 하강 창, 차단부에는 고정 창을 배치하여 차광막으로는 롤업 커튼을 설치했다.
10000계에 이어 상부 선반은 알루미늄제 프레임에 강화 유리를 끼워 넣은 것으로 연결면 관통문에는 강화 유리제의 출입문을 채용하였다. 더 나아가 본 계열에서는 소매 칸막이부 일부에도 강화 유리를 도입하여 차내를 시원하게 하고 있다.
우선석부에서는 좌석 표지를 라이트 블루로 구분하고, 손잡이를 일반석의 백색에서 오렌지색으로 소매 칸막이 막대기에도 오렌지 색을 배치하였다. 덧붙여 우선석을 고려한 차량 단부에서는 선반 높이 일반석 1,750mm에서 1,700mm(50mm 낮춤)로 손잡이 높이도 일반석 1,640mm에서 1,580mm(60mm 낮춤)로서 사용 편의성의 향상을 도모하고 있다.
베리어 프리의 향상을 위해 각 출입문에서는 바닥에 노란색 '출입구 식별 표시판'을 배치하고 출입문 개폐시(또는 승강 촉진 스위치 사용시)에 연동하여 빨갛게 점멸하는 '출입문 개폐 표시등'를 설치하였다. 휠체어 공간은 편성 중의 2호차와 9호차 차량 단부에 설치하였다.
냉방 장치는 집중식에서 냉동 성능 58.14 kW(50,000kcal/h)의 장치를 탑재하고 있다.

### 승객 안내 기기

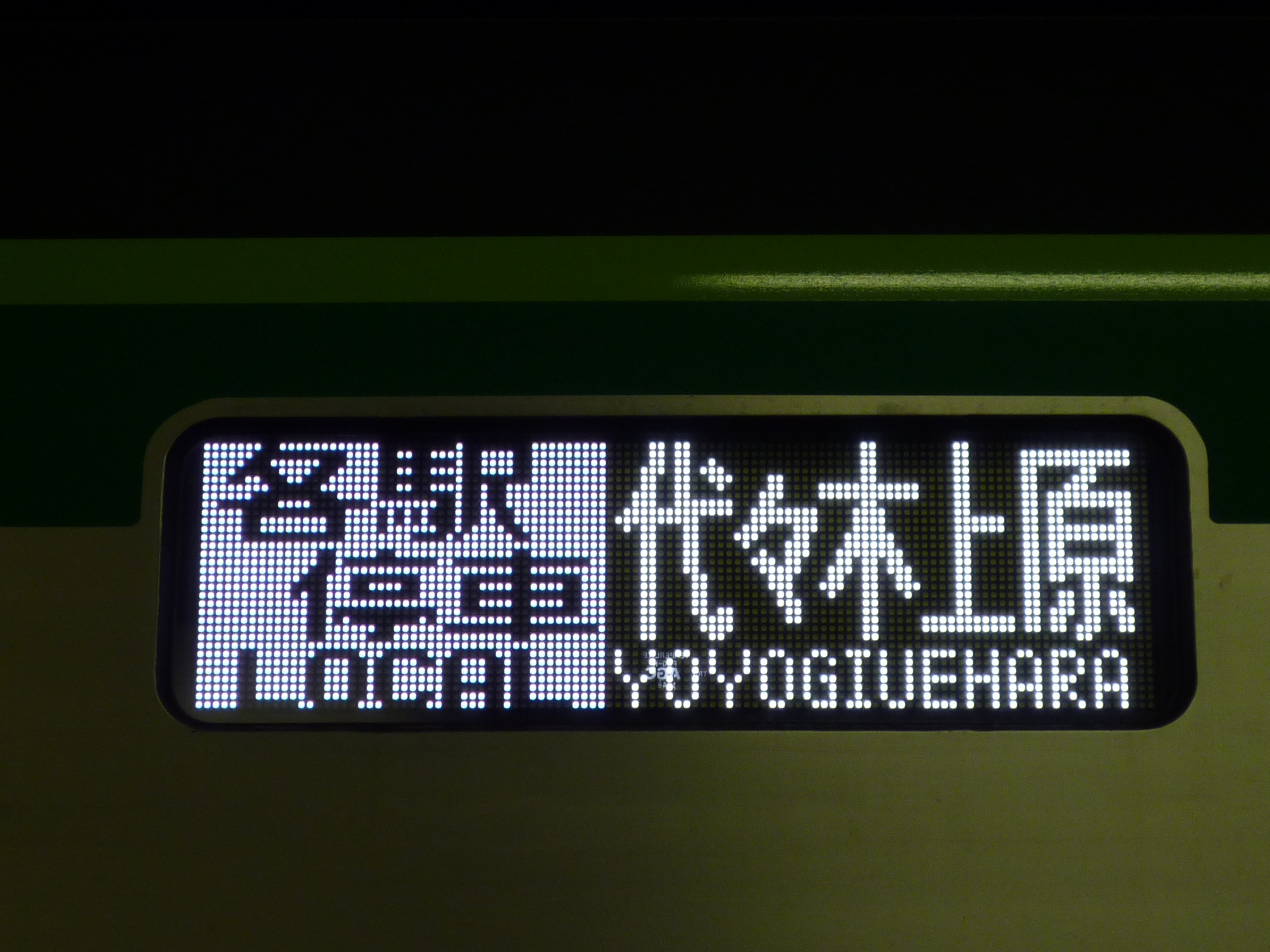
LED식 행선 표시기

실내의 각 출입문 상부에는 17인치 액정 디스플레이(LCD·TVIS)를 이용한 차내 안내 표시기를 설치했다. LCD화면은 2대가 설치돼 왼쪽을 Tokyo Metro 비전의 광고 동영상용, 오른쪽을 행선 안내·환승 안내 등 승객 안내용으로 사용한다. 출입문 점검 뚜껑을 겸한 이 부분도 알루미늄 압출 자재이나 차가운 느낌을 주지 않도록 주위의 내장에 맞춰 백색으로 도장되고 있다.
표시기의 영상 처리 기술에는 미쓰비시가 신규 개발한 그래픽 IP(Intellectual Property) 코어 Sesamicro(세사미크로)를 채용함으로써 고품질인 애니메이션 영상을 실현시켰다. 오른쪽 디스플레이의 역명 표시는 한자 → 히라가나 → 로마자 → 한자…을 회전시키며 애니메이션 같은 표시를 한다. 좌측에서도 진행 방향으로 가는 듯한 느낌으로 표시하고 있다. 다만 오다큐 선내에서는 소요 시간과 홈 안내는 표시되지 않는다.
방송 장치에는 자동 방송 장치를 탑재하고 있으며 차량 외부 안내용으로 차량 외부 스피커를 설치하고 있으며 승하차 촉진이 흐른 뒤 방송은 오다큐가 니시무라 후미에, 도쿄 메트로는 모리 마유미, JR동일본에서는 6000계 일부 편성과 06계에서는 도쿄 메트로와 같은 모리 마유미가 있었지만, 본 계열에서는 미우라 나오코가 되고 있다.
출입문 챠임은 6000계 갱신차와 06계에서 채용된 2점 도어 차임이 아닌 JR식 3점 도어 차임벨이 탑재되었다. 또한 새로운 출입문 개폐 표시등이 탑재되었다. 차량 외부의 전면과 측면에 설치하는 행선 표시기에는 15000계 이래 종별 표시를 풀컬러 LED, 행선 표시(와 운행 번호 표시)에는 하얀색 LED를 채용하고 시인성 향상을 도모하고 있다. 기존과 달리 JR선내에서 '각역 정차'를 표시한다. 또한 종별 표시는 오다큐선내에서의 종별은 현재 정기 운용 없는 종별을 포함하여 모두 준비되어 있다.

### 승무원실
승무원실은 비상 관통 구조 때문에 정면 패널부는 좁고 또한 오른쪽에 약간 치우치는 형태로 기기를 설치하는 구조이다. 운전대에는 지요다 선용 자사 차량으로는 처음으로 채용된 왼손 조작식 원핸들 마스콘과 속도계·압력계 등의 계기류를 액정 모니터로 집약한 글래스 칵핏 구조를 채용했다. 덧붙여 1차 도입분은 중앙 관통 구조, 2차 도입분은 좌우 비대칭 관통 구조이며 특히 운전대 등 기본적인 골격은 변경되지 않았으나 일부 기기의 배치가 변경되었다.
이 액정 화면은 정면 스크린에 2화면이 설치되어 통상 왼쪽을 계기 표시용, 오른쪽을 차량 제어 정보 관리 장치(TIS)용으로 사용하지만 고장시에는 상호로 백업할 수 있는 기능을 설치하고 있다. 오른쪽부에는 운전사 방송 조작기와 열차 무선 핸드 세트(도쿄 메트로/오다큐용과 JR선 디지털 무선용)와 JR선용 디지털 무선 간이 모니터 표시기를 설치한다.
승무원실과 객실의 벽에는 창문이 3개소 있으며 객실 측에서 볼때 왼쪽부터 순서대로 큰 창, 승무원실 출입문, 가느다란 창이 있으며 모두 투명 유리이다. 차광막은 큰 창, 승무원실 출입문 창에 설치했다.

## 주행기기
견인 전동기는 1시간 정격 출력 205kW의 도시바제 완전 밀폐형 영구 자석 동기전동기(PMSM·도쿄 메트로 형식 MM-S5A형·메이커 형식 SEA-535형)를 채용하였다. 영구 자석은 신에쓰 화학 공업 '레어어스 마그넷'을 사용하고 있다. 기존 3상 유도전동기에 비해 에너지 효율을 높일 수 있으며(기존 92%를 96%까지 향상), 또한 완전 밀폐 구조로 저소음도 실현했다. PMSM을 채용함으로써 기존 3상 유도전동기를 사용하는 10000계와 비교해 소비 전력을 10% 절감되는 것으로 알려져 있다.
이 PMSM은 일본 국내의 신제 차량으로는 동일본 여객철도(JR동일본)의 E331계에 이어 2번째의 채용이 되지만 이 차량은 차축 직접 구동(DDM)방식을 채택하여 기어감속 구동 방식의 이 전동기 채용은 본 계열이 일본 최초가 되었다. 덧붙여 도쿄 메트로는 긴자 선용 01계 01-238호차에서 PMSM의 실용 시험을 실시하면서 이미 마루노우치 선용 02계 대규모 개수차에서 정식으로 채용되고 있다.
제어 장치는 02계 대규모 보수차와 같은 도시바 제의 IGBT 소자를 사용한 순전기제동 대응 2레벨 가변전압 가변주파수 제어장치를 채용했다. 기어비는 1:7.79이고 제어 방식은 각 차축 개별 제어 방식의 1C1M 4군 제어이며 편성 형태는 10량 편성으로 4M6T이다. 개별 제어의 경우에는 제어 장치 본체는 대형화가 예상되지만 본 계열에서는 2군 분의 인버터 장치를 1대에 집약한 '2in1형'을 채용하여 장치 본체의 소형화를 꾀했다.
이 주전동기 출력이나 기어비를 포함하여 편성 형태는 지요다 선 06계·도자이 선 05계 6.7차 도입분이나 07계와 같은 편성 형태이다. 다만 이들 차량의 주전동기는 일반 농형 3상 유도전동기를 사용하고 있다는 점이 다르다.
제동 제어는 06계 등의 4M6T 편성에서 채용한 1M1.5T 블렌딩 제어에서는 비용 측면 등에서 불리하여 차량 제어 정보 관리장치(TIS)의 기능에 의해 편성 단위로 회생제동을 블렌딩 제어한다(편성 총괄 회생 혼합 제어). 이는 제동 지령(편성에서 필요한 제동력부터 모든 동력차(M차 4량)에서 부담할 수 있는 회생 제동력을 제외하면 부족(공기 제동으로 보충)한 것을 전 제어차·부수차(CT차와 T차 모두 6량) 공기 제동에서 부담하는 방식이다. 이보다 비용 상승을 억제하면서 블렌딩 제어의 유효 활용을 실현하고 있다.
이 편성 총괄 블렌딩 제어의 채용에 의해 회생 성능 향상(종래의 회생율 약 35%를 약 60%까지 향상), 점착 리미트(우천 시 차륜의 활주를 방지하기 위해 회생 제동을 억제하는 기능) 해제 등의 개량에 의해 같은 편성 형태인 06계와 비교하여 차량 중량 차이를 감안해도 약 41%의 소비 전력 삭감을 달성하고 있다.
대차는 10000계 이후의 신제 차에서 채용된 모노 링크식 액슬 박스 지지 볼스터 대차(FS779형)를 채용했다. 이 대차는 주행 안전성 향상이나 차륜 하중 조정 작업 등의 보수성 향상을 목적으로 채용을 진행하고 있는 것이다. 동력 대차는 FS779M형, 부수 대차는 FS779T형 선두차 쪽은 FS779CT형이라고 부른다.
보조 전원으로는 IGBT 소자를 사용한 240 kVA 출력의 후지 전기 시스템제의 정지형 인버터를 편성당 2대 설치하였다. 전원 출력은 3상교류 440V로 되어있으며 보조 전원 고장시 연장 급전 목적의 16600형으로 설치하고 있다.
공기 압축기는 실적이 있는 스크롤식(MBU1600YG-2형·토출량 1,600 L/min)이 채용되고 있다. 이 장치는 주변 기기를 포함하여 하나의 박스로 집약한 것으로 소음 저감과 관리성에서 뛰어난 것이다.

## 편성표
|           | ←오다큐 선 가라키다 / 요요기우에하라 - - - - - - - - - - 아야세 / JR조반선 도리데→ |               |               |               |               |               |               |               |               |               |
| 형식      | 16100형 (CT1)                                                                      | 16200형 (M')  | 16300형 (T)   | 16400형 (M)   | 16500형 (Tc1) | 16600형 (Tc2) | 16700형 (M)   | 16800형 (T')  | 16900형 (M')  | 16000형 (CT2) |
| 탑재 기기 |                                                                                    | VVVF          | BT,CP         | VVVF          | SIV,CP        | SIV           | VVVF          | BT,CP,IR      | VVVF          |               |
| 차내 설비 |                                                                                    | [차]          |               |               |               |               |               |               | [차]          |               |
| 차량 번호 | 16101 : 16137                                                                      | 16201 : 16237 | 16301 : 16337 | 16401 : 16437 | 16501 : 16537 | 16601 : 16637 | 16701 : 16737 | 16801 : 16837 | 16901 : 16937 | 16001 : 16037 |

| 범례 |                                                                           |                      |
| - CT - (부수) 제어차 - Mc - 간이 운전대있는 전동차 - Tc - 간이 운전대있는 부수차 - M - 중간 전동차 - T - 중간 부수차 | - VVVF - 제어 장치 - SIV - 정지형 인버터 - BT - 축전지 - CP - 공기 압축기 | - [차] - 휠체어 공간 |

## 현황
현재 운행 중인 차량은 가독성을 높이기 위해 굵은 글씨로 표시했다.
| 차호      | 도입 시기 | 운행 중단 시기 | 비고                                                 |
| --------- | --------- | -------------- | ---------------------------------------------------- |
| 1601 편성 | 2010년    | 운행 중        | 도입초기에는 지요다선의 증차분이다.                  |
| 1602 편성 | 2010년    | 운행 중        |                                                      |
| 1603 편성 | 2010년    | 운행 중        |                                                      |
| 1604 편성 | 2010년    | 운행 중        |                                                      |
| 1605 편성 | 2011년    | 운행 중        |                                                      |
| 1606 편성 | 2011년    | 운행 중        |                                                      |
| 1607 편성 | 2011년    | 운행 중        | 2011년 11월 27일에 로렐상 수상 기념을 받은적이 있다. |
| 1608 편성 | 2011년    | 운행 중        |                                                      |
| 1609 편성 | 2011년    | 운행 중        |                                                      |
| 1610 편성 | 2011년    | 운행 중        |                                                      |
| 1611 편성 | 2011년    | 운행 중        |                                                      |
| 1612 편성 | 2011년    | 운행 중        |                                                      |
| 1613 편성 | 2012년    | 운행 중        |                                                      |
| 1614 편성 | 2012년    | 운행 중        |                                                      |
| 1615 편성 | 2012년    | 운행 중        |                                                      |
| 1616 편성 | 2012년    | 운행 중        |                                                      |
| 1617 편성 | 2015년    | 운행 중        | 이 편성은 도쿄 지하철 06계 전동차의 대차분이다.      |
| 1618 편성 | 2015년    | 운행 중        |                                                      |
| 1619 편성 | 2015년    | 운행 중        |                                                      |
| 1620 편성 | 2015년    | 운행 중        |                                                      |
| 1621 편성 | 2017년    | 운행 중        |                                                      |
| 1622 편성 | 2016년    | 운행 중        |                                                      |
| 1623 편성 | 2016년    | 운행 중        |                                                      |
| 1624 편성 | 2016년    | 운행 중        |                                                      |
| 1625 편성 | 2016년    | 운행 중        |                                                      |
| 1626 편성 | 2016년    | 운행 중        |                                                      |
| 1627 편성 | 2016년    | 운행 중        |                                                      |
| 1628 편성 | 2016년    | 운행 중        |                                                      |
| 1629 편성 | 2016년    | 운행 중        |                                                      |
| 1630 편성 | 2016년    | 운행 중        |                                                      |
| 1631 편성 | 2016년    | 운행 중        |                                                      |
| 1632 편성 | 2017년    | 운행 중        |                                                      |
| 1633 편성 | 2017년    | 운행 중        |                                                      |
| 1634 편성 | 2017년    | 운행 중        |                                                      |
| 1635 편성 | 2017년    | 운행 중        |                                                      |
| 1636 편성 | 2017년    | 운행 중        |                                                      |
| 1637 편성 | 2017년    | 운행 중        |                                                      |

## 운용
지요다 선(아야세-요요기우에하라간)을 중심으로 직결 운행인 JR 조반 완행선, 오다큐 전철 오다와라 선·다마 선에서도 운용된다.
오다큐 선과의 직통 종별은 다마 선 가라키다 역 발착의 급행과 다마 급행만으로 오다와라 선 혼아쓰기 역 발착 준급은 2003년 3월 29일 개정 이후 모두 오다큐의 차량에 한정되어 있어 통상 운행표로는 신유리가오카 이서의 오다와라 선에서 도쿄 메트로 차량의 운용은 없다. 다만 영업 운행 개시 이전의 심야 시운전에서는 혼아쓰기 역까지 입선하고 2011년 12월 10일에도 제05편성이 시운전으로 에비나역까지 입선한 기록이 있다. 다이아 혼란이 생겼을 경우 신주쿠-요요기우에하라 간(다마 급행 또는 급행, 준급) 및 신유리가오카-혼아쓰기간(준급)을 운행하기도 한다. 이 경우에 대비하여 기존 6000계·06계는 없던 '신주쿠'의 행선 표시가 준비되어 있다.

## 도입
2010년 11월 4일부터 영업 운행을 개시하여 2012년도에 걸쳐 10량 편성 16개 편성이 순차적으로 도입되었다. 2011년도는 10량 편성 9개, 2012년도는 10량 편성 2개 가 도입되었다. 도입 목적인 6000계 초퍼 제어차의 폐차가 진행되어 2012년 9월 14일에 6000계 초퍼 제어차의 교체가 완료되었다.
2010년 7월 29일 제1편성이 가와사키 중공업에서 출전하여 아야세 차량기지까지 갑종 수송되었다. 영업 운행은 그 해 11월 4일 04S운용을 시작으로 당초 지하철선내 한정으로 운용된 후 그 해 11월 24일부터 JR선에서, 그 해 11월 26일부터는 오다큐선에서도 운용이 개시되었다. 제01-12편성은 가와사키 중공업, 제13-16편성은 히타치 제작소에서 제조되었다.

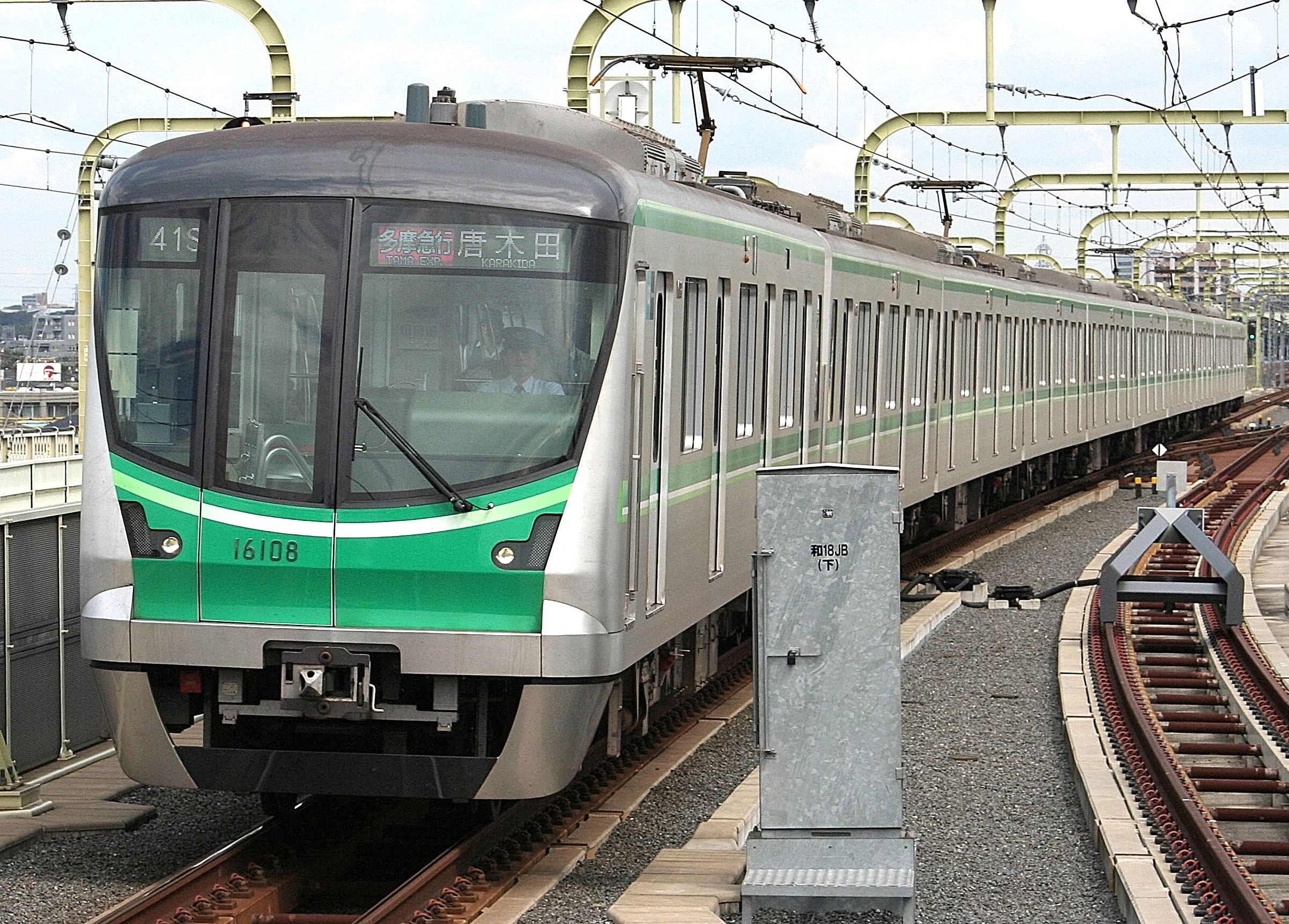
오다큐 선내 다마 급행 가라키다행 16000계 (2011년 9월 25일 노보리토역)
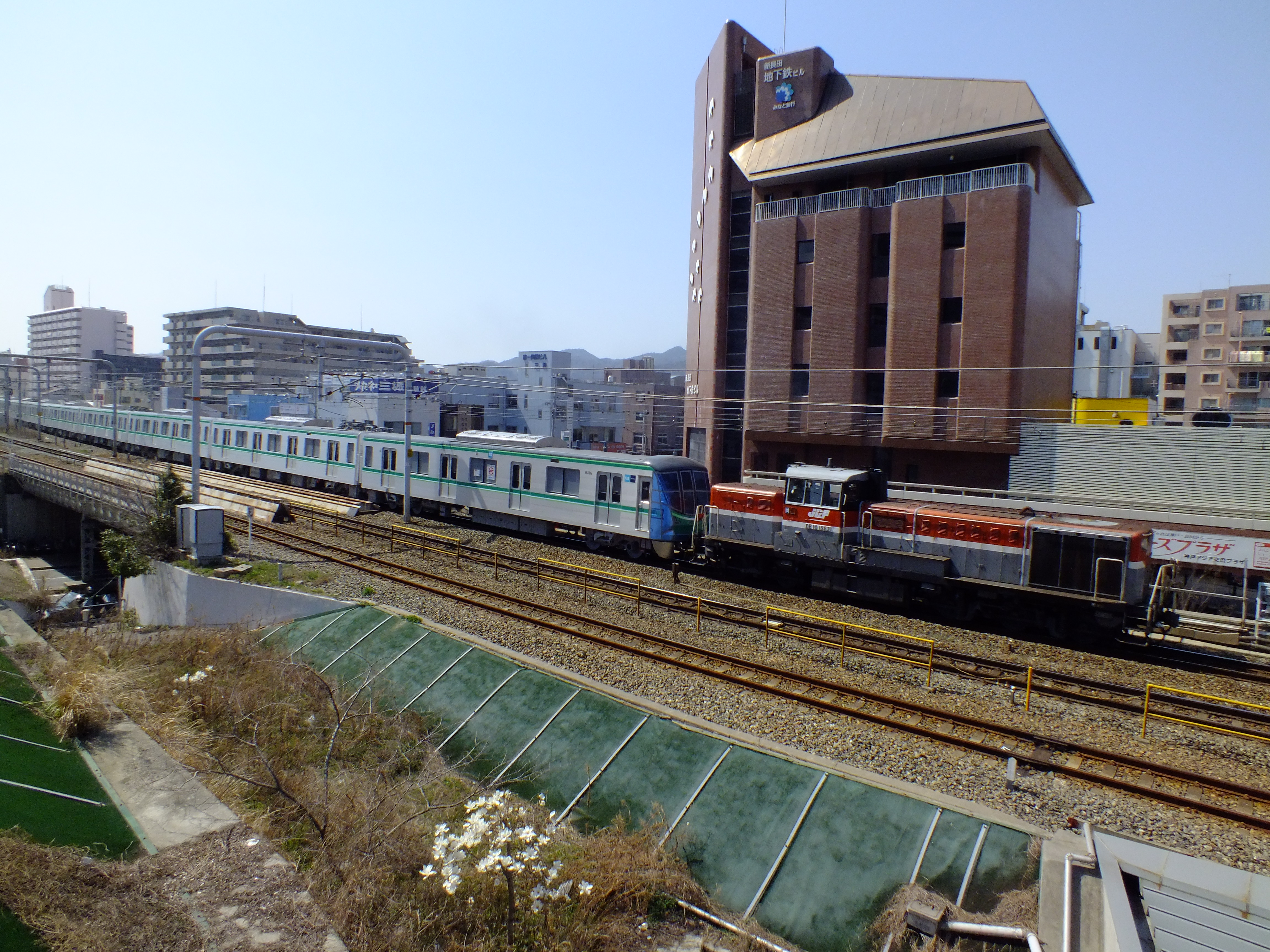
16000계 제6편성 갑종 수송 (2011년 4월 1일 신나가타역)
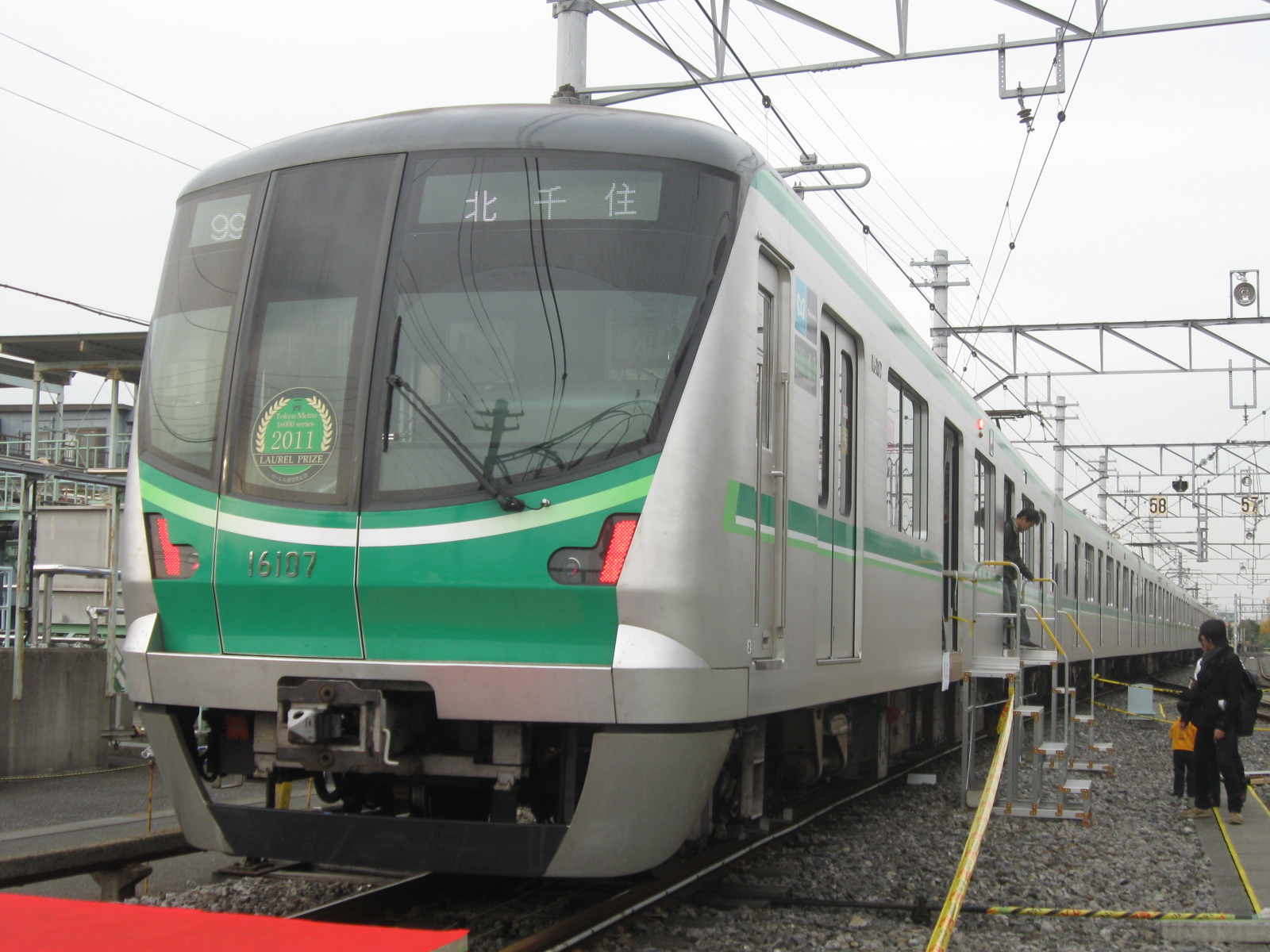
로렐상 수상 기념 스티커를 전면에 붙인 16000계(2011년 11월 27일 아야세 차량기지)
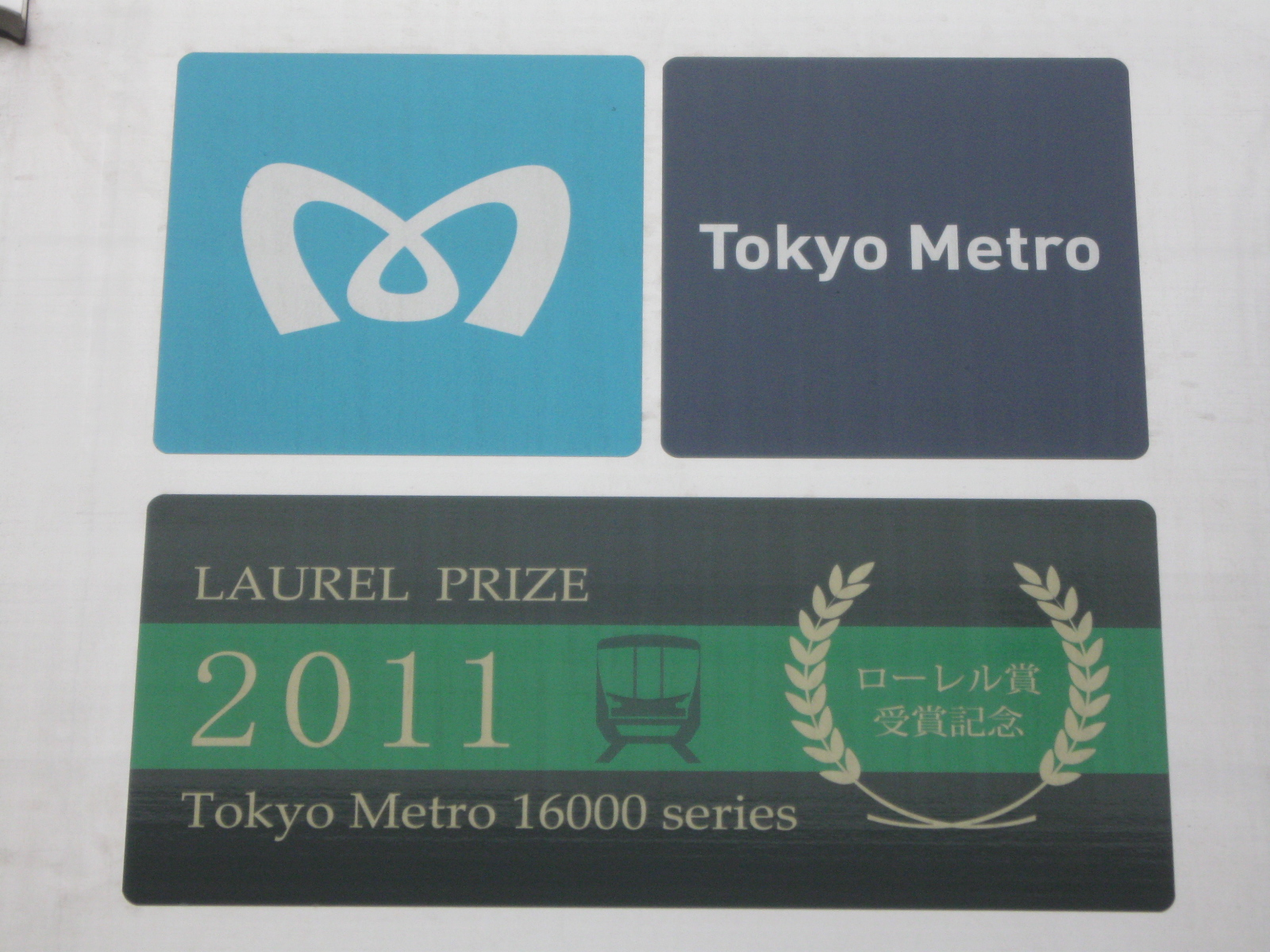
로렐상 수상 기념 측면 스티커

## 참고 문헌
- 교우사 '철도 팬' 2010년 11월호 신차 가이드 '도쿄 지하철 16000계'(도쿄 지하철 (주) 철도 본부 차량부 디자인과)
- 철도 도서 간행회 『철도 픽토리얼』 2010년 12월호 New model '도쿄 지하철 16000계'(도쿄 지하철(주) 철도 본부 차량부 설계과 세목 사토시 히로시 지음)

## 같이 보기
- A-Train